# Кирьянов, Пётр Павлович
Пётр Павлович Кирьянов (29 августа 1906, Москва, Российская империя — 6 апреля 1993, Рязань, Россия) — советский педагог, ректор Рязанского педагогического института (1945—1970), почётный гражданин Рязани (1988).

## Биография
Родился 29 августа 1906 года в Москве
Родителей не знал, так как сразу после рождения был сдан в Московский воспитательный дом, в трехлетнем возрасте его взяла на воспитание семья Кирьяновых из д. Кузнецы Тарусского уезда Калужской губернии, которая жила бедно и когда приемный отец ослеп, ему пришлось стать его поводырем; с десяти лет сам зарабатывал на хлеб — пас общинный скот, не бросив работу, в 1920 году окончил четыре класса сельской школы и уехал в Тарусу.
В Таруссе работал курьером в уездном отделе труда. В 1921 году вступил в комсомол и вскоре стал председателем рабочкома, затем секретарем комсомольской ячейки, был направлен на учёбу в Калужскую совпартшколу, в 1924 году вступил в ряды ВКП(б). По окончании партийной школы работал заместителем, затем — заведующим агитационно-пропагандистским отделом Тарусского уездного комитета партии.
В 1926 году — поступил на учёбу в Академию коммунистического воспитания имени Н. К. Крупской.
В январе 1930 года был направлен в д. Марьино Тамбовской области для оказания помощи в проведении коллективизации.
С 1932 года — работал преподавателем общественно-экономических дисциплин в Курском педагогическом техникуме, позже был назначен заместителем начальника политотдела Возовской МТС.
С 1935 по 1936 годы — второй секретарь Больше-Солдатского РК ВКП(б), затем направлен в Москву в аспирантуру Высшего коммунистического института просвещения, после чего был направлен на Дальний Восток вторым секретарем Благовещенского горкома ВКП(б).
В августе 1938 года — был назначен директором Хабаровского государственного педагогического института, с 1939 года — заведовал кафедрой марксизма-ленинизма, в 1940 году — присвоено учёное звание доцента.
В сентябре 1945 года — назначен ректором Рязанского педагогического института, которым руководил до 20 июля 1970 года, но продолжал преподавательскую деятельность ещё более десяти лет.
В 1950 году — защитил диссертацию, получив учёную степень кандидата исторических наук.
С 1953 по 1957 годы — возглавлял аспирантуру по истории КПСС, под его научной редакцией вышло несколько документальных сборников, в ряде выпусков «Ученых записок РГПИ» опубликованы его статьи.
В 1968 году — избран депутатом областного Совета депутатов трудящихся, неоднократно избирался депутатом городского Совета, председателем Рязанского областного комитета защиты мира.
Пётр Павлович Кирьянов умер 6 апреля 1993 года в Рязани, похоронен на Сысоевском кладбище.

## Награды
- Орден Трудового Красного Знамени
- Медаль «За доблестный труд в Великой Отечественной войне 1941—1945 гг.»
- Медаль «За трудовую доблесть»
- Медаль «За трудовое отличие»
- Заслуженный учитель школы РСФСР (1960)
- медаль Советского комитета защиты мира
- Большой золотой знак общества германо-советской дружбы — за большой вклад в развитие дружбы и сотрудничества между Мюльхаузенской высшей педагогической школой (ГДР) и Рязанским педагогическим институтом
- Почётный гражданин Рязани (1988)